# Palau d'Egmont
El Palau d'Egmont (en neerlandès: Egmontpaleis, en francès: Palais d'Egmont) és una gran mansió que està situada al carrer aux Laines (Wolstraat) i a la plaça Petit Sablon de Brussel·les, Bèlgica. Actualment és la seu del Ministeri d'Afers Exteriors de Bèlgica.
Va ser construït entre 1548 i 1560 per Françoise de Luxemburg i el seu fill, Lamoral, comte d'Egmont, primer en estil gòtic flamenc, i després renaixentista. L'edifici va ser radicalment transformat durant el segle xviii seguint l'estil neoclàssic a partir de les idees de Giovanni Niccolò Servandoni. Alhora la propietat passava a mans de la família Arenberg. El 1891 un incendi va afectar la part més antiga de l'edifici, el qual va reconstruir amb un estil neoclàssic uniforme.
Els seus jardins van acollir les proves d'esgrima dels Jocs Olímpics de 1920. Després de la Primera Guerra Mundial la família Arenberg es va veure obligada a vendre l'edifici a la ciutat de Brussel·les. El 1964 fou venut a l'estat belga. El pacte d'Egmont sobre la reforma de l'Estat belga de 1977 va ser signat al Palau Egmont durant la segona administració de Leo Tindemans.
Actualment s'utilitza per a recepcions i reunions del Ministeri d'Afers Exteriors belga.